# Eriopyga stenia
Eriopyga stenia là một loài bướm đêm trong họ Noctuidae.